# Wen Zhengming

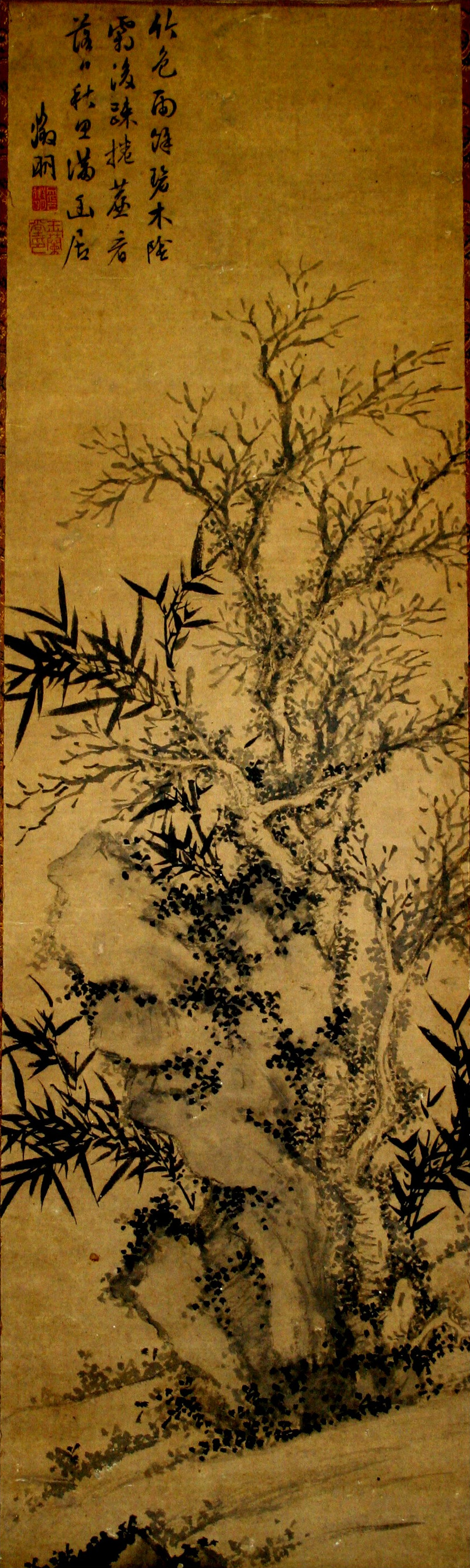
Pintura de Wen Zhengming. Col·lecció Nantoyōsō.

Wen Zhengming (en xinès tradicional: 文徵明; en xinès simplificat: 文征明; en pinyin: Wén Zhēngmíng) fou un erudit, malgrat tot, fracassat en els exàmens oficials, expert en jardins, pintor tardà pel que fa a una dedicació plena i cal·lígraf important. Totes aquestes activitats van transcórrer durant la dinastia Ming. Va néixer a Suzhou el 1470 i va morir el 1559. Es considerava descendent del primer ministre de la dinastia Song i patriota Wen Tianxiang (文天祥).
Encara que inspirat en mestres anteriors va saber va crear un estil propi. Els temes preferits de Wen Zhemming solien mostrar una gran senzillesa, representant, per exemple, una roca o un arbre.A més de paisatges, va pintar reunions de lletrats. Feia servir formats tant horitzontals com verticals. És un dels “Quatre Mestres Ming" (明四家) amb Shen Zhou (沈周), Tang Yin (唐寅)i Qiu Ying (仇英). Vinculat a l'escola Wu.